# ジャン・ゴットマン
ジャン・ゴットマン（Jean Gottmann、1915年10月10日 - 1994年2月28日）は、フランスの地理学者。「メガロポリス」の概念で知られる。

## 生涯
ウクライナ・ハリコフの生まれ。勃発したロシア革命により、幼くして両親を失う。伯父の支援を頼りに、フランス・パリへ。ソルボンヌ大学にて地理学研究を志す。しかし、第二次世界大戦の波が押し寄せ、ユダヤ系である彼はソルボンヌを去り、アメリカ・ニューヨークへ。プリンストン高等研究所などを経て、ジョンズ・ホプキンス大学の準教授になる。戦後、ニューヨークの国連の事務局調査部長とフランス政府の国民経済省の委員に就任し、パリとニューヨークを往復する日々が続く。この頃のゴットマンの研究は、都市部の地域構造と都市ごとの交流構造に関心を示していた。1948年にはパリ大学政治学研究所教授となる。こうしたなかで、1950年代に自然と文化、それに交通といったものと都市的な機能を持ちかつ、空間と時間とが交錯し、個々の都市を越えた一つの強い主体的な力が結束されている地理的な空間があることに気づく。これをゴットマンは「メガロポリス」と呼び、これが実際にニューヨークなどのアメリカの大西洋海岸に出現していることを指摘し、当時話題となった。（1961年)
一般的にはゴットマン自身の業績はこの地理的な単位の発見のみに留まっている事が多いが、ゴットマン自身はさらに、この新しい地理的単位でもっての機能や土地利用・産業形態や生産機能なども論じている。しかし、これは単に大西洋沿岸に出現しているのを発見したからではなく、古代ギリシア時代やローマ時代の古代都市から遡ってこのメガロポリス的な機能を論じているものである。またゴットマン自身はさらにこの連帯に人々の友愛を呼びかけるような期待的な要素もこの著作の中で語っているのも特徴である。
ちなみに日本のメガロポリスといえる東海道メガロポリスは、ゴットマン自身による指摘ではなく、日本の研究者らによってゴットマンが著作を発表した数年後の1962.3年から言われ始めた概念である。さらに当時高度経済成長期の日本においては、東海道メガロポリス構想のように、行政施策にも影響を与えた。(しかし過疎など、負の要素も含んだ部分も否めない。)ゴットマン自身、1960年代以降晩年まで日本に関心を持ち続け、何度か訪問している。伊勢神宮に参拝した際、五十鈴川の流れを目にして、「道」と「水」に精神と自然、共棲と循環の地理学的意味を体得したという。
1967年にイギリスのオックスフォード大学の地理学部教授に就任。以降、死去するまで当地で過ごす。メガロポリス以外にも、各地の政治地理学・都市地理学研究を行い、晩年まで地理学研究を続けていた。生涯最後の講演は1993年11月11日に東京の第一生命館で行った。1994年に死去、78歳であった。

## 論文
- ジャン・ゴットマン「「幸いなるかな、ユリシリーズのごとく…」: 人文地理学におけるネットワークと地域」『筑波大学人文地理学研究　』第7巻、筑波大学地球科学系、1983年、265-271頁、ISSN 0386-0183。